# OF TV

Logo

OF TV ist ein französischer Fernsehsender.

## Geschichte
Im Juli 2024 beschloss die Autorité de régulation de la communication audiovisuelle et numérique (Arcom), die DVB-T-Frequenzen von C8 und NRJ 12 nicht zu erneuern.
Arcom beschloss, dem von der SIPA-Gruppe West-France vorgelegten Projekt eine dieser beiden Frequenzen zu gewähren, während das andere Real TV, einem Projekt von CMI France, dessen Hauptaktionär Daniel Křetínský ist, gewährt wird.
Der Sender gehört dem Verein zur Unterstützung der Prinzipien humanistischer Demokratie (ASPDH).

## Aufbau
OFTV plante, sich in Rennes niederzulassen. Es ist der historische Sitz der Zeitung Ouest-France. Das unterscheidet sich von den anderen Fernsehen-Sendern, die in der Regel in Paris angesiedelt sind.
Am 2. Oktober 2024 wurde Guénaëlle Troly zur Geschäftsführerin des Senders ernannt.

## Redaktionelle Linie
Laut dem Direktor von Ouest-France werde der Sender „präsentieren, was die Franzosen erleben und einen unterhaltsamen und gleichzeitig in der Realität verankerten Blick tragen“.

## Budget
Das Budget für die Zeit bis 2028 beträgt 10 Mio. EUR.

## Mitarbeiter
Es waren 58 Neueinstellungen vorgesehen, davon 12 für die Inhalte.